# جامعه کهن‌شهرها
جامعهٔ کهن‌شهرها (یا جامعهٔ شهرهای تاریخی) (به‌انگلیسی:The League of Historical Cities) با سرواژگان LHC، به سال ۱۹۸۷ در کیوتو (ژاپن) بنیان شد. هر دو سال کنفرانسی جهانی برگزار می‌کند، برنامه‌ای دوسویه برای همکاری و آموزش میان شهرهایی با فرهنگ‌های گوناگون از سراسر جهان آماده می‌کند؛ همچو اندیشکده‌ای است برای بهترین شیوه‌های کاربردی و همکاری دوسویه. هدفش نیرومندکردن بستگی‌ها میان کهن‌شهرها برای دادوستد دانش و کارآزمودگی است. این سازمان غیرانتفاعی، با «انجمن فرامرزی یادگارها و ماندگارها (ایکوموس)»، «برنامهٔ سازمان ملل برای مانستان‌های انسانی» و «سازمان میراث جهانی شهرها» همکاری می‌کند.

## شهرهای عضو

### آفریقا
- آکرا
- کیپ تاون

### آسیا
ایران: نیشابور، شیراز، اصفهان، کاشان ، سمنان ،تبریز ، یزد

### اروپا
لندن